# Miki Siroshtein
Michael Siroshtein, detto Miki (in ebraico מיקי‎?) (in ebraico מיכאל סירושטיין‎?; Ra'anana, 25 aprile 1989), è un calciatore israeliano, difensore del Sektzia Ness Ziona.

## Carriera
Ha giocato nella massima serie dei campionati israeliano e thailandese.

## Statistiche

### Presenze e reti nei club
Statistiche aggiornate al 18 febbraio 2021.
| Stagione                  | Squadra                   | Campionato                | Campionato | Campionato | Coppe nazionali | Coppe nazionali | Coppe nazionali | Coppe continentali | Coppe continentali | Coppe continentali | Altre coppe | Altre coppe | Altre coppe | Totale | Totale |
| Stagione                  | Squadra                   | Comp                      | Pres       | Reti       | Comp            | Pres            | Reti            | Comp               | Pres               | Reti               | Comp        | Pres        | Reti        | Pres   | Reti   |
| ------------------------- | ------------------------- | ------------------------- | ---------- | ---------- | --------------- | --------------- | --------------- | ------------------ | ------------------ | ------------------ | ----------- | ----------- | ----------- | ------ | ------ |
| 2009-2010                 | Hapoel Ra'anana           | LH                        | 0          | 0          | CI+CdL          | 0+0             | 0+0             | -                  | -                  | -                  | -           | -           | -           | 0      | 0      |
| 2010-2011                 | Hapoel Ra'anana           | LL                        | 30         | 2          | CI              | 0               | 0               | -                  | -                  | -                  | -           | -           | -           | 30     | 2      |
| 2011-2012                 | Hapoel Ra'anana           | LL                        | 35         | 2          | CI              | 0               | 0               | -                  | -                  | -                  | -           | -           | -           | 35     | 2      |
| lug. 2012                 | Hapoel Ra'anana           | LL                        | 2          | 0          | CI              | 0               | 0               | -                  | -                  | -                  | -           | -           | -           | 2      | 0      |
| Totale Hapoel Ra'anana    | Totale Hapoel Ra'anana    | Totale Hapoel Ra'anana    | 67         | 5          |                 | 0               | 0               |                    | -                  | -                  |             | -           | -           | 67     | 5      |
| lug. 2012-2013            | Ashdod                    | LH                        | 26         | 1          | CI+CdL          | 0+1             | 0+0             | -                  | -                  | -                  | -           | -           | -           | 27     | 1      |
| 2013-2014                 | Ashdod                    | LH                        | 27         | 1          | CI+CdL          | 2+0             | 0+0             | -                  | -                  | -                  | -           | -           | -           | 29     | 1      |
| 2014-2015                 | Ashdod                    | LH                        | 26         | 0          | CI+CdL          | 0+7             | 0+1             | -                  | -                  | -                  | -           | -           | -           | 33     | 1      |
| 2015-2016                 | Ashdod                    | LL                        | 35         | 10         | CI              | 2               | 1               | -                  | -                  | -                  | -           | -           | -           | 37     | 11     |
| Totale Ashdod             | Totale Ashdod             | Totale Ashdod             | 67         | 5          |                 | 12              | 2               |                    | -                  | -                  |             | -           | -           | 79     | 7      |
| ago.-ott. 2016            | Bnei Yehuda               | LH                        | 1          | 0          | CI+CdL          | 0+2             | 0+0             | -                  | -                  | -                  | -           | -           | -           | 3      | 0      |
| ott. 2016-2017            | Ashdod                    | LH                        | 26         | 1          | CI+CdL          | 4+2             | 0+0             | -                  | -                  | -                  | -           | -           | -           | 32     | 1      |
| 2017-2018                 | Beitar Gerusalemme        | LH                        | 30         | 1          | CI+CdL          | 5+3             | 0+0             | UEL                | 1                  | 0                  | -           | -           | -           | 38     | 1      |
| 2018-2019                 | Beitar Gerusalemme        | LH                        | 17         | 1          | CI+CdL          | 1+2             | 0+0             | UEL                | 2                  | 0                  | -           | -           | -           | 22     | 1      |
| Totale Beitar Gerusalemme | Totale Beitar Gerusalemme | Totale Beitar Gerusalemme | 47         | 2          |                 | 11              | 0               |                    | 3                  | 0                  |             | -           | -           | 61     | 2      |
| 2019                      | Suphanburi                | TL                        | 9          | 1          | CT              | 0               | 0               | -                  | -                  | -                  | -           | -           | -           | 9      | 1      |
| gen.-lug. 2020            | Hapoel Haifa              | LH                        | 17         | 0          | CI+CdL          | 2+0             | 0+0             | -                  | -                  | -                  | -           | -           | -           | 19     | 0      |
| 2020-2021                 | Hapoel Haifa              | LH                        | 16         | 0          | CI+CdL          | 0+3             | 0+0             | -                  | -                  | -                  | -           | -           | -           | 19     | 0      |
| Totale Hapoel Haifa       | Totale Hapoel Haifa       | Totale Hapoel Haifa       | 33         | 0          |                 | 5               | 0               |                    | -                  | -                  |             | -           | -           | 38     | 0      |
| Totale carriera           | Totale carriera           | Totale carriera           | 297        | 21         |                 | 36              | 2               |                    | 3                  | 0                  |             | -           | -           | 336    | 23     |

## Palmarès

### Club

#### Competizioni nazionali
- Liga Leumit: 1

Ashdod: 2015-2016